# Reinold von Dithmarschen
Reinold von Dithmarschen († 6. Juli 1164 bei Verchen) war ein Ministerialer Heinrich des Löwen, der ihn in Nordalbingien als Graf von Dithmarschen, auf der Ertheneburg und in Lübeck einsetzte. In Rendsburg errichtete Reinold die Reinoldesburch. Neben Adolf II. von Holstein und Heinrich von Badewide war Reinold der bedeutendste Parteigänger des Sachsenherzogs nördlich der Elbe.
Reinolds Herkunft ist unbekannt. Vereinzelt wird eine Verwandtschaft mit den Grafen von Stade angenommen. Danach soll Reinold ein Sohn des Grafen Siegfried von Ertheneburg und der Oda von Heinsberg sein, bei dem es sich wiederum um einen Enkel des Markgrafen Luder-Udo I. gehandelt hätte.
Als sicher gilt, dass Reinold zu einem nicht näher bekannten Zeitpunkt nach dem Tod des Grafen Siegfried von Ertheneburg am 1./.9. Mai 1134 von Heinrich dem Löwen zum Grafen der strategisch bedeutsamen Ertheneburg bestimmt wurde. Diese sperrte den Elbübergang der Alten Salzstrasse, einem wichtigen Handelsweg zwischen Lüneburg und Lübeck. Auf dem rechten Elbufer gebot Reinold von der Burg über die Sadelbande auf dem hohen Elbufer, das Land Boizenburg im Osten sowie die Vierlande im Westen. Nördlich schloss sich die Grafschaft Ratzeburg Heinrichs von Badewide an, im Westen mit Hamburg das Herrschaftszentrum Adolfs II. von Holstein.
In der Sadelbande gründete Reinold einem Eintrag des Ratzeburger Zehntregisters zufolge das Dorf Lütau, wahrscheinlich zwischen 1158 und 1164. Im Jahr 1161 erscheint Reinold in der Zeugenliste des auf der Ertheneburg ausgestellten Artlenburger Privilegs als comes de Lvibyke, also als Graf von Lübeck.
Wohl im Jahr 1148 hatte Heinrich der Löwe seinen Ministerialen Reinold zum Grafen von Dithmarschen erhoben. Die Bewohner hatten zuvor den landfremden Stader Grafen Rudolf II. von Stade erschlagen. Heinrich vertrat die Rechtsauffassung, mit dem Tod des letztlebenden männlichen Angehörigen eines Geschlechts falle eine Grafschaft an den Herzog und besetzte sie mit Reinold. Trotz dieser exponierten Stellung dürfte es Reinold schwer gefallen sein, sich in Dithmarschen eine vom Herzog unabhängige Herrschaftsposition aufzubauen. Die Bauern hatten bereits seine drei Vorgänger erschlagen. Gegen den Widerstand der Dithmarscher vermochte er sein politisches Überleben nur durch eine enge Anlehnung an den Herzog zu sichern.
Um das Jahr 1150 errichtete Reinold an der Kreuzung von zwei Handelswegen zwischen Holstein und Schleswig, nämlich der Eider und dem Ochsenweg, die nach ihm benannte Reinoldesburch auf der Eiderinsel im heutigen Rendsburg.
Reinold fiel am 6. Juli 1164 in der Schlacht bei Verchen, als er sich an der Seite Adolfs II. von Holstein ungerüstet der ersten slawischen Angriffswelle entgegenstellte, während sich die meisten anderen Ritter vor den Angreifern versteckten oder davon liefen.
Bis in die 1980er Jahre ging die Forschung davon aus, dass es sich bei den Grafen von Dithmarschen, Ertheneburg, Lübeck und Rendsburg um bis zu vier unterschiedliche Personen gleichen Namens handelte.